# Stanydale Temple
De Stanydale Temple is een neolithische hal, gelegen nabij Stanydale, bijna vijf kilometer ten zuidwesten van Bixter op het Shetlandse West-Mainland (Schotland). Het gebouw maakte deel uit van een nederzetting waar nog vier huisjes van gevonden zijn.

## Bouw
Stanydale Temple is een ovale hal, metende twaalf bij negen meter, uit het 3e millennium v.Chr.. De buitenzijde van het gebouw is hielvormig. Om het gebouw bevinden zich de ruïnes van vier kleine, ovale huizen, muren en chambered cairns (graven) uit dezelfde periode. Enkel de 'tempel' en een van de kleine huizen zijn in de jaren vijftig uitgegraven. Naar de ingang van de 'tempel' toe staat een boog van standing stones die ook de resten van een muur kunnen zijn.

### Huisje
Het kleine huis heeft muren die nog ongeveer één meter hoog zijn. De muren bestaan uit twee stenen muren waarbij de tussenruimte gevuld was met aarde. De ingang bevindt zich aan de zuidzijde en leidt door een halletje, die zorgde voor extra opslagruimte en diende als windscherm. De centrale kamer heeft aan de noordzijde een kleine cel, twee alkoven in de oostelijke muur, een vrijwel centraal gelegen haard en een stenen bank langs de westelijke muur.

### Tempel
De tot vier meter dikke muren van de 'tempel' zijn gerestaureerd tot een hoogte van 1,5 meter. De ingang wordt gevormd door een gangetje dat uitmondt in een grote ovale ruimte met zes alkoven, die symmetrisch zijn geplaatst en van elkaar gescheiden door uitstekende muurtjes. Er was geen centrale haard, maar wel kleine perifeer gelegen haarden.
In het centrum van de noord-zuidas van de hal bevinden zich twee stenen beklede gaten waarin houten palen hebben gestaan die het (houten) dak steunden. De palen waren gemaakt van vurenhout, vermoedelijk drijfhout aangezien de spar in die tijd niet voorkwam op Shetland.

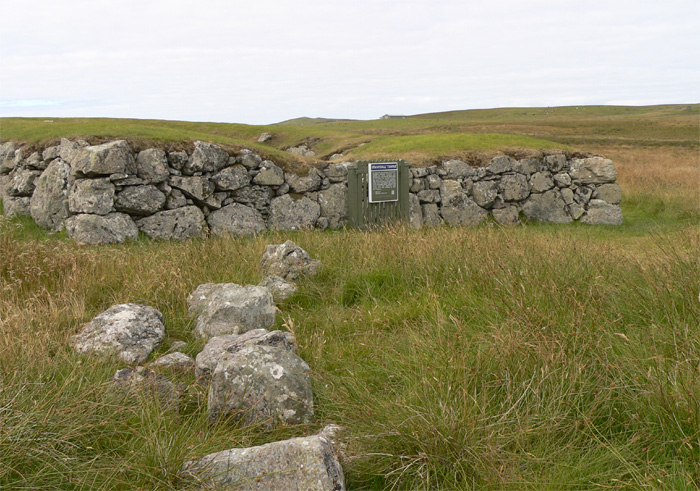
De standing stones in een boog naar Stanydale Temple toe

## Functie
De functie van de Stanydale Temple is niet duidelijk. Het zou gediend kunnen hebben als dorpshal, als groot huis van een clanleider, als een tempel, rechtbank of wellicht iets totaal anders. Er zijn vrijwel geen resten (potscherven en dergelijke) gevonden uit de neolithische periode in de 'tempel'; dit wijst erop dat de ruimte schoon werd gehouden, niet gebruikelijk in een woonhuis. Bijzonder ook is het feit dat deze 'tempel' is gebouwd op een van de weinige plaatsen in Shetland waar de zee niet te zien is.

## Beheer
De Stanydale Temple wordt beheerd door Historic Scotland, net als Jarlshof en Mousa Broch. Andere nederzettingen uit de steentijd op het westelijk Mainland zijn onder andere Gruting School, Pinhoulland en Scord of Brouster.